# カロリーナ (映画)
『カロリーナ』（イタリア語: Il tigre, 「虎」の意 / 英語: The Tiger and the Pussycat, 「虎と雌猫」の意）は、1967年製作・公開、ディーノ・リージ監督によるアメリカ合衆国・イタリア合作映画である。イタリア式コメディの1作。

## 略歴・概要
本作は1967年、マリオ・チェッキ・ゴーリによるイタリアの製作会社フェア・フィルム、ジョーゼフ・E・レヴィーンによるアメリカ合衆国の製作会社エンバシー・ピクチャーズが製作、同年4月29日にイタリア国内で、同年9月20日にはアメリカ合衆国内で、それぞれ公開された。同年、サン・セバスティアン国際映画祭でディーノ・リージが銀の貝殻賞を受賞、ダヴィド・ディ・ドナテッロ賞ではマリオ・チェッキ・ゴーリが製作賞を受賞した。
日本では、ディズニー映画日本支社が輸入し、1969年9月20日、同社の配給により公開されている。日本でのビデオグラムは、2010年9月現在発売されていない。

## スタッフ・作品データ
- エグゼクティヴプロデューサー : ジョーゼフ・E・レヴィーン
- プロデューサー : マリオ・チェッキ・ゴーリ
- 監督 : ディーノ・リージ
- 脚本 : アジェノーレ・インクロッチ （Agenore Incrocci）、フリオ・スカルペッリ （Furio Scarpelli）
- 撮影 : アレッサンドロ・デーヴァ （Alessandro D'Eva [4]）
- 美術 : ルチアーノ・リッチェリ （Luciano Ricceri [5]）
- 編集 : マルチェロ・マルヴェスティート （Marcello Malvestito [6]）
- 音楽 : フレッド・ボングスト （Fred Bongusto）

- フォーマット : カラー映画 - スタンダードサイズ（1.37:1） - モノラル録音

## キャスト
クレジット順
- ヴィットリオ・ガスマン - Francesco Vincenzini

- アン＝マーグレット - カロリーナ
- エリノア・パーカー - Esperia Vincenzini
- フィオレンツォ・フィオレンティーニ （Fiorenzo Fiorentini） - Tazio
- アントネッラ・ステーニ （Antonella Steni） - Pinella
- ルイジ・ヴァンヌッキ （Luigi Vannucchi） - 社長
- カテリーナ・ボラット （Caterina Boratto） - Delia
- ジャック・エルラン （Jacques Herlin） - Monsignore
- エレオノーラ・ブラウン （Eleonora Brown） - Luisella
- ニーノ・セグリーニ （Nino Segurini [7]）
- ジャンバッティスタ・サレルノ （Giambattista Salerno [8]） - Luca
- ジョヴァンニ・スクラトゥリア （ジョヴァンニ・イヴァン・スクラトゥリア、Giovanni Ivan Scratuglia [9]）
- エジディオ・カソラーリ （Egidio Casolari [10]）

## 註
1. 1 2 3 4  The Tiger and the Pussycat, Internet Movie Database （英語）, 2010年9月1日閲覧。
2. 1 2  カロリーナ、キネマ旬報映画データベース、2010年9月1日閲覧。
3. 1 2 3  カロリーナ、allcinema ONLINE、2010年9月1日閲覧。
4. ↑  Alessandro D'Eva - IMDb（英語）, 2010年9月1日閲覧。
5. ↑  Luciano Ricceri - IMDb（英語）, 2010年9月1日閲覧。
6. ↑  Marcello Malvestito - IMDb（英語）, 2010年9月1日閲覧。
7. ↑  Nino Segurini - IMDb（英語）, 2010年9月1日閲覧。
8. ↑  Giambattista Salerno - IMDb（英語）, 2010年9月1日閲覧。
9. ↑  Marcello Malvestito - IMDb（英語）, 2010年9月1日閲覧。
10. ↑  Egidio Casolari - IMDb（英語）, 2010年9月1日閲覧。